# Jonas Stampe
Jonas Stampe é um multi-instrumentista com raízes na Ásia, mais precisamente no Paquistão, já viveu na alemanhã e habita e traballha presentemente na Dinamarca. É mentor do projecto Snöleoparden, que compreende elementos tão diferentes como psych folk, música do mundo, música minimalista ao genero de Steve Reich, canções populares do Paquistão, música infantil, música ritualística, cerimonial electronica ou rock psicodélico. Durante as suas gravações, Stampe usa principalmente instrumentos home-made, gravadores fita e pedais de guitarra.
Um forte fascínio pela música étnica levou Jonas a viajar especialmente na Índia, Paquistão e Marrocos. Em 1998 passa um ano na Índia aprendendo sitar com Ravi Shankar, e em 1999 fez parte do grupo de Ravi Shankar aquando da sua turné pelo Reino Unido.
Desde 2000 Jonas Stampe tocou guitarra na banda dinamarquesa de indietronica Mofus, viola e citar com a banda Cyber Jazz Badun, e trabalhou como músico (principalmente sitar) em vários albuns de diferentes artistas, incluindo Barun Kumar Pal, The Beats Broken, Puddu Varano, Grassskirt, Antophones, Glen Scott, Vektormusik e Karsten Pflum.